# Anna Dmitrijewna Gelman
Anna Dmitrijewna Gelman, geborene Nikitina (russisch Анна Дмитриевна Гельман урождённая Никитина; * 1902; † 29. März 1994 in Moskau), war eine russische Chemikerin und Hochschullehrerin.

## Leben
Anna Nikitina studierte Chemie an der Krim-Universität. Darauf arbeitete sie in Moskau im Institut für Allgemeine und Anorganische Chemie (IONCh) der Akademie der Wissenschaften der UdSSR (AN-SSSR). 1934 erschien ihre erste Arbeit, eine Produktionsvorschrift für das Allrussische Forschungsinstitut für Luftfahrtmaterialien (WIAM). Sie heiratete A. S. Gelman und nahm dessen Namen an. Sie untersuchte komplexe ungesättigte Platinverbindungen. Anna Gelman wurde Doktorin der chemischen Wissenschaften und Professorin.
Nach dem Deutsch-Sowjetischen Krieg beschäftigte Anna Gelman sich ab 1947 mit der Chemie des Thoriums, des Urans und der Transurane. Ende 1948 wurde sie im Rahmen des Sowjetischen Atombombenprojekts in das Moskauer Forschungsinstitut NII-9 abgeordnet, das später das Allunionsforschungsinstitut für anorganische Materialien (WNIINM) war. Sie arbeitete im Kombinat Nr. 817 an der Herstellung von waffenfähigem Plutonium mit. Sie organisierte und leitete die Spezialgruppe zur Verbesserung des Produktionsverfahrens für eine gesteigerte Plutoniumproduktion. Sie entwickelte die Verfahrensweisen für die Gewinnung von hochreinem Plutonium. Zum Führungskollektiv gehörten außer ihr A. A.Botschwar, I. I. Tschernjajew, A. N. Wolski, A. S. Saimowski und W. D. Nikolski. Für die erfolgreiche Erfüllung des Auftrages erhielt das Kollektiv 1949 den Stalinpreis.
Nach dem Start der Plutoniumproduktion wurde Gelman Abteilungsleiterin im Zentrallaboratorium der Anlage. Sie kam in engeren Kontakt mit dem Direktor B. G. Musrukow, dessen Frau 1951 starb und der zwei Kinder hatte. Anna Gelman ließ sich bald scheiden und heiratete einen Mann namens Musrukow. 1953 wurde Musrukow Leiter der Hauptverwaltung des Ministeriums für Mittelmaschinenbau, so dass die Familie nach Moskau umzog. Anna Gelman arbeitete nun im Institut für Physikalische Chemie der AN-SSSR (heute Frumkin-Institut für physikalische Chemie und Elektrochemie). 1955 übernahm Musrukow die Leitung des Russischen Föderationskernforschungszentrums (Allrussisches Institut für Experimentalphysik) in Sarow. Gelman blieb allerdings in Moskau mit Musrukows Tochter Lena, mit der sie eine enge Beziehung entwickelt hatte. Im Institut für physikalische Chemie entdeckte Gelman zusammen mit Nikolai N. Krot und Maja P. Mefodjewa eine siebenwertige Plutionum- und Neptuniumverbindung, was 1967 staatlich registriert wurde. Für eine Reihe weiterer Arbeiten zu Neptunium und Plutonium erhielten Anna, N. N. Krot und F. A. Sacharow 1972 den Mendelejew-Preis der AN-SSSR mit 2.000 Rubel. Anna Gelman veröffentlichte drei Bücher über die Transurane.
Sie wurde auf dem Kunzewoer Friedhof in Moskau begraben.